# Liparetrus melanocephalus
Liparetrus melanocephalus är en skalbaggsart som beskrevs av Blackburn 1895. Liparetrus melanocephalus ingår i släktet Liparetrus och familjen Melolonthidae. Inga underarter finns listade i Catalogue of Life.